# Харан
Харан је древни град на подручју данашње Турске. Налази се на раскршћу путева за Дамаск, Ниниву и Кархему. 
Претпотставља се да је сазидан 110. п. н. е.. Од давнина је познат у Месопотамској култури. Представљао је велико комерцијално, културно и религијско средиште.

## У Библији
Град Харан спомиње се у Библији у Књизи постања, где говори о Авраму и његовом потомству. У Књизи постања, након Великог потопа долази до обнове земље. Описује се родослов од Адама и Еве до Аврама. Бог из Ура Калдејског сели ”Тераха са сином Аврамом, унуком Лотом, сином Харановим, снајом Саром те им нареди да се населе у град Харан”. Након што су неко време живели онде, Бог шаље Аврама у земљу Канаан. Кад дође време Исакове женидбе, Аврам шаље свога слугу да се врати у Харан и онде нађе жену за Исака. Исак се оженио Ребеком.

## Харан у послебиблијској традицији
Уз Харан се веже прича о Адаму и Еви, који су се, према предању, након што их је Бог прогнао из Раја, настанили у Харану. Спомиње се и у Старом завету, у делу у којем се описује пут из Ура Калдејског према земљи Канаан.

## Хришћани
Харан у 1. веку постаје центар хришћанства. У њему су се градиле цркве отвореног типа. У исто време у Харану се почела стварати секта Сабини. Након неког времена људи су се вратили старој паганској вери и придружили се секти. Ствара се сабинска култура, а хришћанство нестаје с тог подручја.

## Харан данас
Харан је данас познат по традиционалној изради кућа у облику кошнице од непечене опеке. Занимљиво је да су куће, с обзиром на материјал од којег су направљене, биле отпорне зубу времена чак 3 000 година. Данас се тамо мугу видети само рушевине с градским зидинама, кућама и споменицима.
Подручје данас настањују Арапи. Они су населили простор удаљен око 2 км од старог локалитета. Врућа клима, веома отежава живот тамошњем становништву. Верује се како су Арапи на овај простор дошли за време Османског царства. Једна просечна породица има 10-15 деце. Жене су у селима тетовиране и носе бедуинску одећу.